# Chaetogyne analis
Chaetogyne analis là một loài ruồi trong họ Tachinidae.